# Jagielnica (Ukraina)
Jagielnica (ukr. Ягільниця) – wieś w południowo-zachodniej Ukrainie, w rejonie czortkowskim obwodu tarnopolskiego, w hromadzie Nagórzanka, nad rzeką Czerkaska (prawy dopływ Seretu), do 1945 r. zlokalizowana w Polsce, w województwie tarnopolskim, w powiecie czortkowskim, siedziba gmin Jagielnica I i Jagielnica II. Dawna rodowa siedziba polskiego rodu Lanckorońskich. Prawa miejskie nadano jej w 1518 r. Od 1950 r. do Jagielnicy przyłączona jest dawna wieś Salówka.

## Historia
Pierwsza wzmianka o wsi pochodzi z 1448 r. W 1454 r. w drodze do Kamieńca Podolskiego zatrzymał się tutaj na kilka dni król Kazimierz Jagiellończyk. W 1473 r. Zygmunt z Jagielnicy, sędzia kamieniecki, erygował parafię rzymskokatolicką w miejscowości. W 1518 r. stolnik kamieniecki Mikołaj Iskrzycki – który przed 29 lipca 1512 ożenił się z Katarzyną Jagielnicką, córką chorążego kamienieckiego Jana z Jagielnicy oraz wdową po Andrzeju Mianowskim, łowczym lubelskim - uzyskał konsens na lokację miasteczka we wsi na prawie magdeburskim wraz z przywilejem na tygodniowe targi w piątki. W 1538 r. miasteczko doznało najazdu hospodarza mołdawskiego Piotra Raresza. W 1581 r. król Stefan Batory za zasługi dla Rzeczypospolitej przyznał miejscowość staroście Skały Podolskiej Stanisławowi Lanckorońskiemu. Na podstawie uchwały Sejmu Krajowego Galicji od 17 października 1883 została założona Krajowa niższa szkoła rolnicza w Jagielnicy. W 1898 r. ukończono budowę stacji kolejowej na linii Czortków – Łużany. Stacja nosi nazwę „Jagielnica”, jednak zlokalizowana jest w sąsiedniej miejscowości – Nagórzance. Przez wieś przebiega droga międzynarodowa M19, część europejskiej trasy E85.
W 1931 r. miejscowość liczyła 2795 mieszkańców, z których ok. 85% było Polakami. 1 sierpnia 1934 Jagielnica utraciła prawa miejskie.
W lipcu 1941 ukraiński sprawca zabił tutaj 5 Żydów, którzy uciekli przed pogromem w Ułaszkowcach. W latach 1943–1945 nacjonaliści ukraińscy z OUN-UPA zamordowali tutaj 20 Polaków, w tym Wojciecha Lachowicza, lekarza i byłego burmistrza Czortkowa. W tym samym czasie zamordowali również 40 Polaków we wsi Chomiakówka, która została włączona do Jagielnicy.
W 1948 r. 167 gospodarstw w Jagielnicy zostało przymusowo połączonych w kołchoz, a w 1950 r. przyłączono do niego sąsiednią wieś – Salówkę.

## Zabytki
- zamek[10] – usytuowany na wzniesieniu w Nagórzance, przylegającej do Jagielnicy. Wybudowany pod koniec XV w. jako drewniany, przebudowany na murowany na przełomie XVI/XVII wieku przez Lanckorońskich. W 1648 r. zamek oparł się najazdowi kozackiemu, ale w 1655 r. 200-osobowa załoga opór stawiała tylko kilka dni. W 1672 r. w wyniku utraty przez Polskę wschodnich ziem na rzecz Imperium Osmańskiego na mocy pokoju w Buczaczu został oddany Turkom przez jej właściciela Hieronima Lanckorońskiego, stając się siedzibą Ibrahima Szejtana. We wrześniu 1673 r. zamek został odbity przez chorążego Sieniawskiego, a w styczniu 1674 r. Hieronim Lanckoroński wyruszył z niego przeciwko Turkom pod dowództwem wojewody Jana Potockiego. Turcy przejęli go ponownie w 1680 r., ale w 1683 r. wrócił na stałe pod panowanie Polaków, dzięki kampanii podolskiej Andrzeja Potockiego. Oficjalnie zamek wrócił do Polski w 1699 r. na mocy pokoju w Karłowicach i po odbudowie ze zniszczeń wojennych został ponownie rezydencją Lanckorońskich. W 1817 r., w czasie rozbiorów zamek był własnością władz austriackich, które urządziły w nim dużą fabrykę tytoniu. Funkcjonowała ona z przerwami do lat 90. XX w. Od 2000 r. zamek stanowi własność prywatną. Na bramie zamku zachował się kamienny herb Lanckorońskich;
- kościół rzymskokatolicki p.w. Wniebowzięcia Najświętszej Marii Panny; pierwsza świątynia powstała w 1478 r. jako drewniana, z wyposażenia tego kościoła ocalały do dzisiejszych czasów dwie drewniane figurki. Następnie miejscowy kościół trafił pod opiekę Lanckorońskich, którzy nie szczędzili funduszy na jego wyposażenie i wizerunek. Na początku XIX wieku kościół spłonął. Obecna świątynia została wybudowana (konsekrowana w 1842 r.[11]) w stylu neobarokowym i została wyposażona w organy. I ten budynek został dotknięty pożarem, a następnie odbudowany. Po wysiedleniu Polaków z tych ziem w 1945 r. kościół zamknięto, przeznaczając go na magazyn zbóż, a następnie wykorzystywano jako salę sportową. W latach 90. XX wieku zdewastowana świątynia została zwrócona wiernym i przystąpiono do prac restauracyjnych, trwających od 1993 r. do 2002 r. Fundusze pochodziły od różnych polskich organizacji i od prywatnych osób. Znaczną sumę przekazała hrabina Karolina Lanckorońska, która ufundowała także trzy dzwony do przykościelnej dzwonnicy. W kościele znajduje się tablica jej poświęcona[12].